# Diocesi di Le Havre
La diocesi di Le Havre (in latino: Dioecesis Portus Gratiae) è una sede della Chiesa cattolica in Francia suffraganea dell'arcidiocesi di Rouen. Nel 2021 contava 325.130 battezzati su 393.989 abitanti. È retta dal vescovo Jean-Luc Brunin.

## Territorio
La diocesi comprende parte dell'arrondissement di Le Havre, situato nel dipartimento francese della Senna Marittima e nella regione dell'Alta Normandia.
Sede vescovile è la città di Le Havre, dove si trova la cattedrale di Notre-Dame.
Il territorio si estende su 1.253 km² ed è suddiviso in 21 parrocchie, raggruppate in 7 zone pastorali.

## Storia
La diocesi è stata eretta il 6 luglio 1974 con la bolla Quae Sacrosanctum di papa Paolo VI, ricavandone il territorio dall'arcidiocesi di Rouen.
Tra il 1992 e il 1995 la diocesi ha vissuto il suo primo sinodo, aperto liturgicamente l'11 ottobre 1992 e chiuso con le solenni sessioni del 3-5 giugno 1995. In seguito ai lavori sinodali, è stata presa la decisione di aggiornare e rivedere l'organizzazione parrocchiale diocesana; con un'ordinanza del giugno del 1998, il vescovo Saudreau ha soppresso tutte le parrocchie esistenti fino a quel momento e contestualmente ne ha erette 21 nuove.

## Cronotassi dei vescovi
Si omettono i periodi di sede vacante non superiori ai 2 anni o non storicamente accertati.
- Michel Marie Paul Saudreau † (6 luglio 1974 - 9 luglio 2003 ritirato)
- Michel Jean Guyard † (9 luglio 2003 - 24 giugno 2011 ritirato)
- Jean-Luc Brunin, dal 24 giugno 2011

## Statistiche
La diocesi nel 2021 su una popolazione di 393.989 persone contava 325.130 battezzati, corrispondenti all'82,5% del totale.
| anno | popolazione | popolazione | popolazione | presbiteri | presbiteri | presbiteri | presbiteri                | diaconi | religiosi | religiosi | parrocchie |
| anno | battezzati  | totale      | %           | numero     | secolari   | regolari   | battezzati per presbitero | diaconi | uomini    | donne     | parrocchie |
| ---- | ----------- | ----------- | ----------- | ---------- | ---------- | ---------- | ------------------------- | ------- | --------- | --------- | ---------- |
| 1980 | 322.000     | 392.000     | 82,1        | 162        | 152        | 10         | 1.987                     | 2       | 20        | 213       | 176        |
| 1990 | 332.000     | 404.000     | 82,2        | 121        | 115        | 6          | 2.743                     |         | 8         | 131       | 174        |
| 1999 | 318.700     | 398.457     | 80,0        | 77         | 77         |            | 4.138                     | 10      | 6         | 152       | 21         |
| 2000 | 319.089     | 398.862     | 80,0        | 78         | 78         |            | 4.090                     | 10      | 6         | 152       | 21         |
| 2001 | 319.089     | 398.862     | 80,0        | 76         | 73         | 3          | 4.198                     | 1       | 6         | 152       | 21         |
| 2002 | 319.090     | 398.862     | 80,0        | 76         | 72         | 4          | 4.198                     | 15      | 7         | 122       | 20         |
| 2003 | 319.090     | 398.862     | 80,0        | 72         | 67         | 5          | 4.431                     | 15      | 8         | 121       | 21         |
| 2004 | 300.000     | 399.000     | 75,2        | 84         | 77         | 7          | 3.571                     | 13      | 9         | 110       | 21         |
| 2013 | 364.000     | 417.600     | 87,2        | 56         | 53         | 3          | 6.500                     | 19      | 4         | 89        | 21         |
| 2016 | 346.660     | 398.343     | 87,0        | 45         | 43         | 2          | 7.703                     | 19      | 5         | 69        | 21         |
| 2019 | 327.700     | 398.180     | 82,3        | 41         | 38         | 3          | 7.992                     | 22      | 4         | 63        | 21         |
| 2021 | 325.130     | 393.989     | 82,5        | 40         | 37         | 3          | 8.128                     | 22      | 7         | 57        | 21         |